# Catamenia analis
Sementeiro-de-cauda-bandada ou bico-dourado-barrado (Catamenia analis) é uma espécie de ave da família Fringillidae. Pode ser encontrada nos seguintes países: Argentina, Bolívia, Chile, Colômbia, Equador e Peru. Os seus habitats naturais são: matagal tropical ou subtropical de alta altitude e florestas secundárias altamente degradadas.